# Hugh Mingay

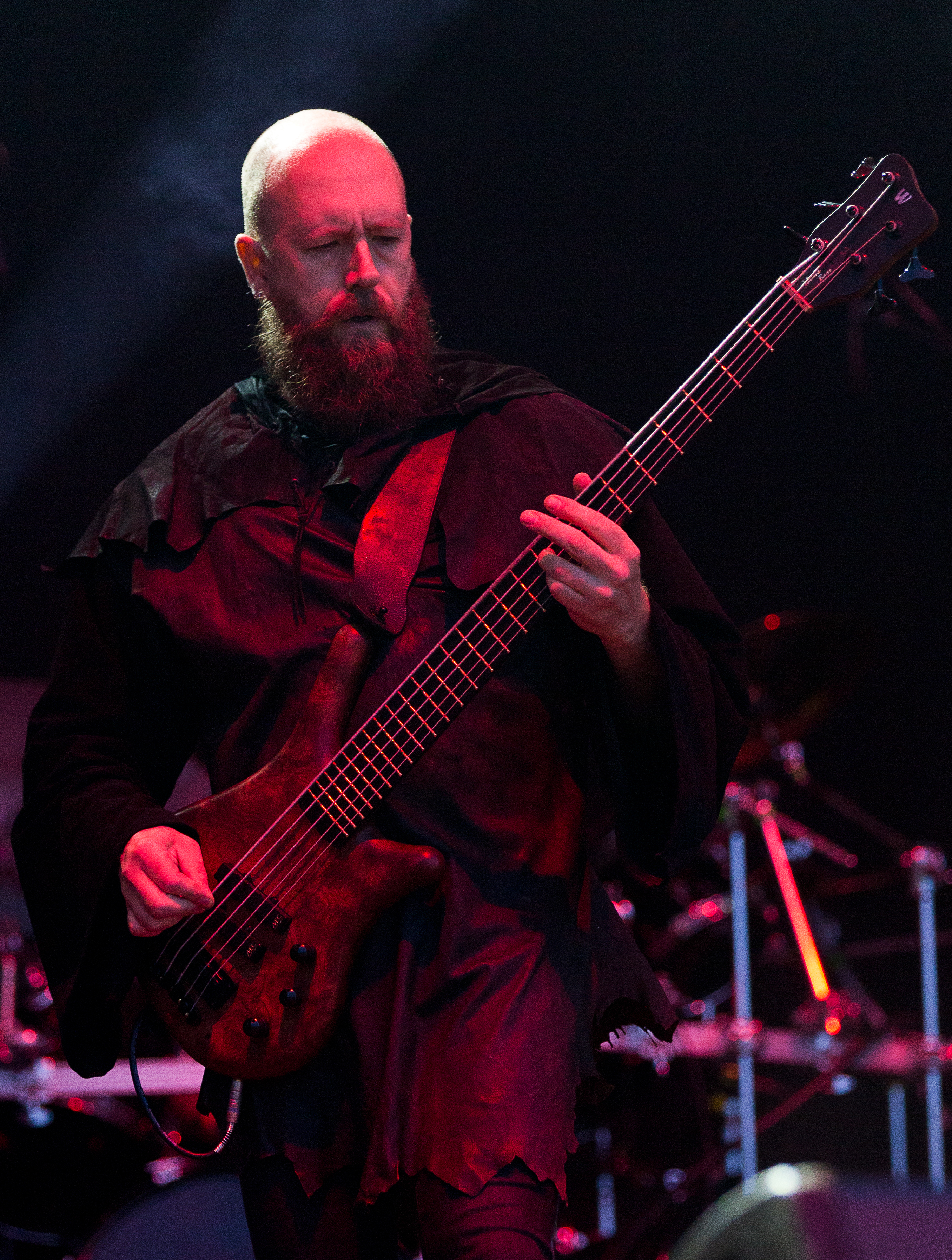
Hugh Mingay auf dem Party.San 2016

Hugh Steven (oder Stephen) James „Skoll“ Mingay ist ein norwegischer Bassist und Komponist. Er ist vor allem für seine Arbeit bei Ulver und Arcturus bekannt.

## Biografie

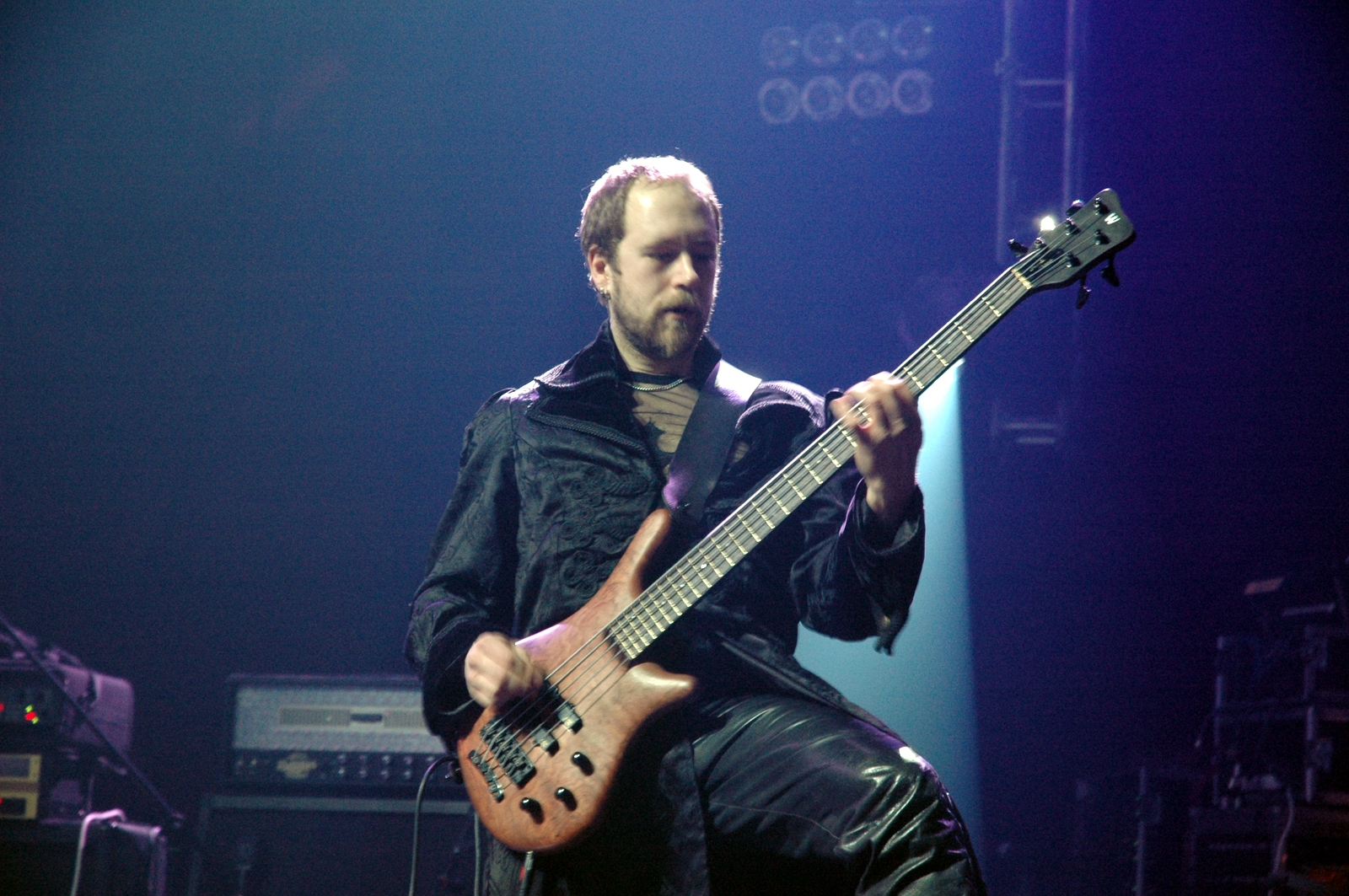
Hugh Mingay beim Metalmania-Festival 2005

Mit Shagrath spielte er etwa ab 1992 zunächst in der Black-Metal-Band Fimbulwinter, die 1994 das Album Servants of Sorcery veröffentlichte und sich kurz darauf auflöste. Anschließend wurde Mingay Mitglied von Ulver, die er 1998 nach Themes from William Blake’s The Marriage of Heaven and Hell verließ. Er war außerdem Mitte der 1990er Bassist von Ved Buens Ende und stieg um 1995 für die Aufnahmen zu Aspera hiems symfonia bei Arcturus ein. Mingay verließ die Band vor The Sham Mirrors, war aber als Gastmusiker beteiligt.
Mingay gab laut Carl-Michael Eide das Musizieren zwischenzeitlich auf und betreibt einen Motorradladen, der sich auf die italienische Marke Moto Guzzi spezialisiert hat. Er kehrte schließlich wieder zu Arcturus zurück.

## Diskografie
mit Fimbulwinter
- 1994: Servants of Sorcery

mit Ved Buens Ende
- siehe Ved Buens Ende#Diskografie

mit Ulver
- 1995: Bergtatt – Et Eeventyr i 5 Capitler
- 1997: Nattens Madrigal – Aatte Hymne Til Ulven i Manden
- 1998: Themes from William Blake’s The Marriage of Heaven and Hell

mit Arcturus
- 1996: Aspera hiems symfonia
- 1997: La Masquerade Infernale
- 2002: The Sham Mirrors (als Gast)
- 2005: Sideshow Symphonies
- 2006: Shipwrecked in Oslo
- 2015: Arcturian